# Мілювка (гміна)
Гміна Мілю́вка (пол. Gmina Milówka) — сільська гміна у південній Польщі. Належить до Живецького повіту Сілезького воєводства.
Станом на 31 грудня 2011 у гміні проживало 10127 осіб.

## Територія
Згідно з даними за 2007 рік площа гміни становила 98.33 км², у тому числі:
- орні землі: 35.00 %
- ліси: 51.00 %

Таким чином, площа гміни становить 9.46 % площі повіту.

## Населення
Станом на 31 грудня 2011:
| Опис     | Загалом | Загалом | Чоловіки | Чоловіки | Жінки | Жінки |
| -------- | ------- | ------- | -------- | -------- | ----- | ----- |
| одиниця  | осіб    | %       | осіб     | %        | осіб  | %     |
| все      | 10127   | 100     | 4975     | 49.13    | 5152  | 50.87 |
| міське   | 0       | 100     | 0        |          | 0     |       |
| сільське | 10127   | 100     | 4975     | 49.13    | 5152  | 50.87 |

## Сусідні гміни
Гміна Мілювка межує з такими гмінами: Венґерська Ґурка, Вісла, Істебна, Радзехови-Вепш, Райча, Уйсоли.